# Cérvol de Virgínia
El cérvol de cua blanca o cérvol de Virgínia (Odocoileus virginianus) és un mamífer artiodàctil de mida mitjana que es troba en zones boscoses de la gran majoria d'estats dels Estats Units, les regions subàrtiques del Canadà, els boscos secs dels vessants muntanyoses de Mèxic, les selves humides de Centreamèrica i Sud-amèrica fins a arribar a Bolívia i el Perú.

## Hàbitat

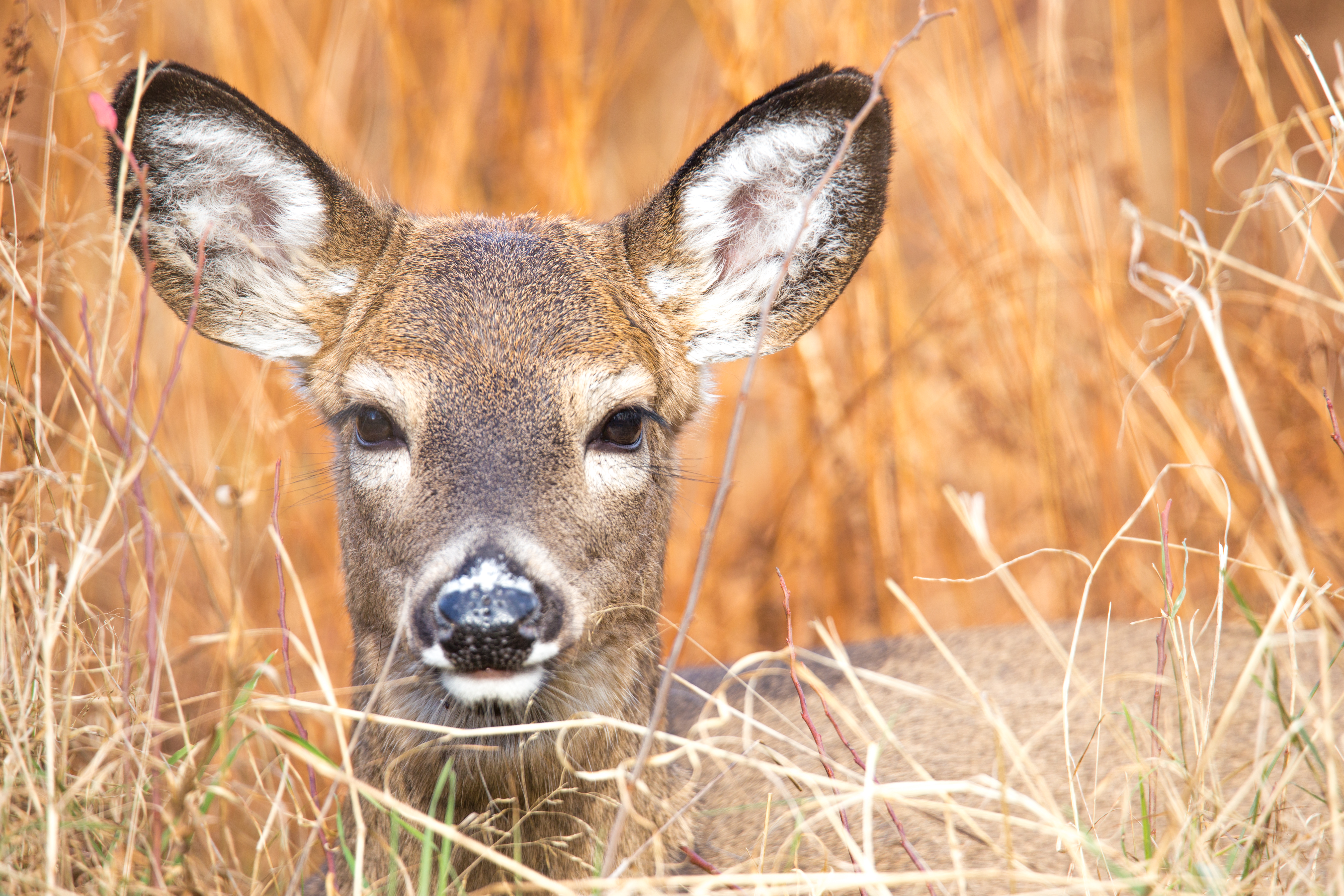
Exemplar de cérvol de cua blanca

El cérvol de cua blanca habita gran varietat d'hàbitats terrestres. Habiten principalment en regions temperades i tropicals, tant en boscos plujosos i de matolls com en zones pantanoses. Podem trobar-los des dels grans boscos del nord de Maine als pantans d'hamaca o les serres de Florida. També els trobem en les terres de conreu, les zones de males herbes i els deserts de cactus i matolls espinosos del sud de Texas i Mèxic. El seu hàbitat ideal és aquell amb matolls densos i alts per a poder fer-los servir d'amagatall i que on hi hagi accés a aliment.
Els seus depredadors principals són els humans, els llops, els lleons de muntanya, els ossos i els jaguars.

## Descripció física
El cérvol de Virgínia té una longitud (de cap i cos) d'entre 1,5 i 2 metres, i una alçada (fins a les espatlles) d'entre 80 i 100 cm. Els cérvols de cua blanca nounats pesen entre 1,5 i 2,5 kg i es caracteritzen per tenir taques arrodonides i blanques en tot el seu pelatge. Un cop arriba l'hivern, perden la coloració blanca per adquirir un pelatge gris característic de l'estació.

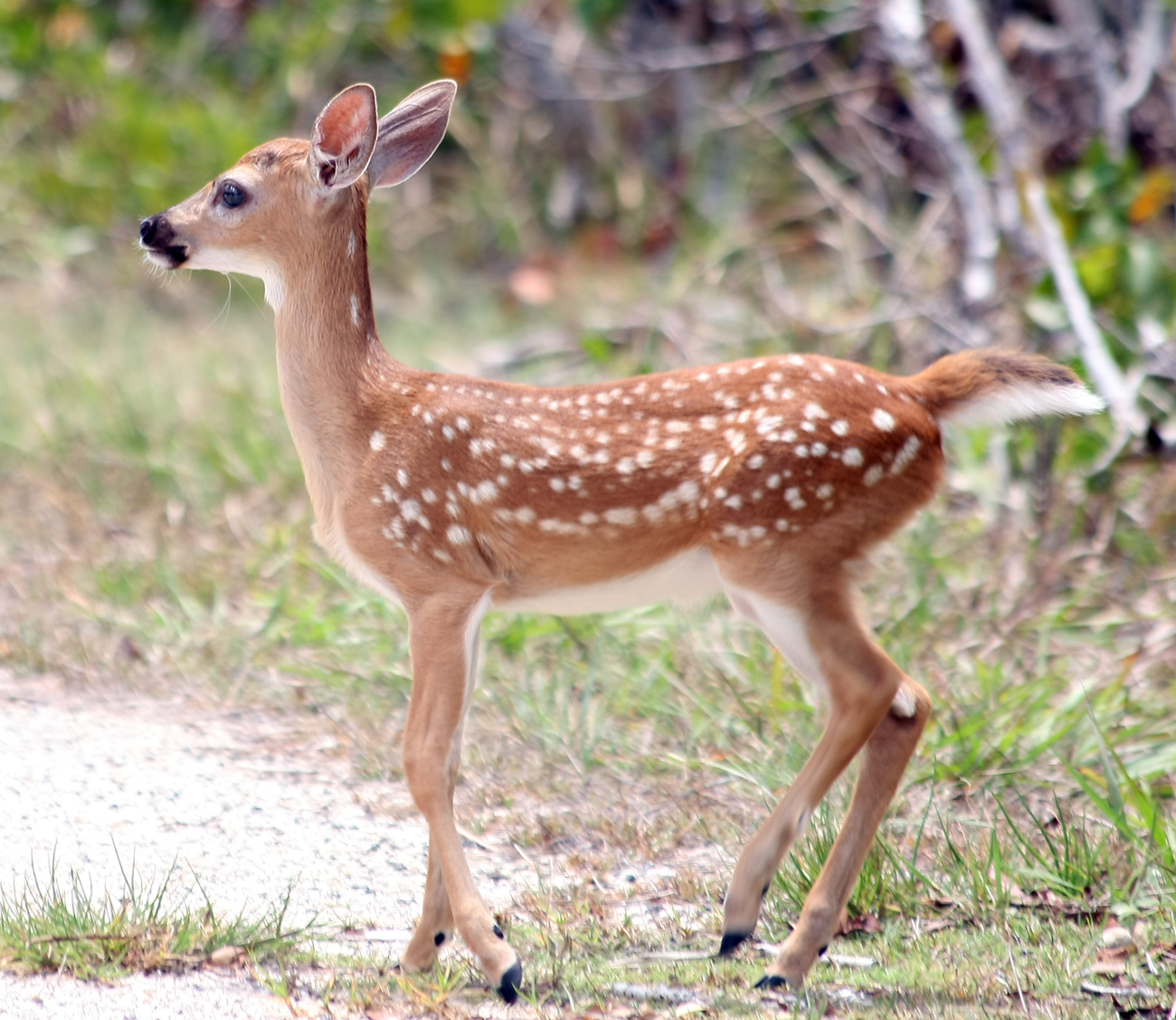
Cria dOdocoileus virginianus

Presenten dimorfisme sexual entre mascles i femelles. Els mascles pesen entre 60 i 160 kg, mentre que les femelles pesen entre 40 i 105 kg. A més, aquells exemplars que habiten zones tropicals tendeixen a ser més petits i normalment no solen sobrepassar els 60 kg. El color del pelatge d'aquest cérvol varia segons la zona, l'estació de l'any i entre les diverses subespècies. Generalment, tenen un pelatge rogenc o groguenc durant la primavera i l'estiu, mentre que durant l'hivern i la tardor és més aviat marró o grisós. Pel que es refereix a la zona que habiten, en aquelles zones més tropicals i càlides, el pelatge tendeix a ser més rogenc, mentre que en zones més fredes és més aviat gris o marró. Tenen zones específiques del pelatge de color blanc, com el voltant dels ulls i del nas, dins les orelles, la part interior i superior de les potes i, finalment, la punta de la cua.
Els mascles tenen banyes ramificades i inclinades (entre 8 i 64 cm) que creixen durant l'abril o el maig i els cauen entre gener i març, després de l'aparellament.
Finalment, el cérvol de cua blanca està dotat d'uns sentits de la vista i la oïda molt acurades. tot i que la seva supervivència i detecció del perill depèn principalment de seu olfacte molt ben desenvolupat.

## Reproducció

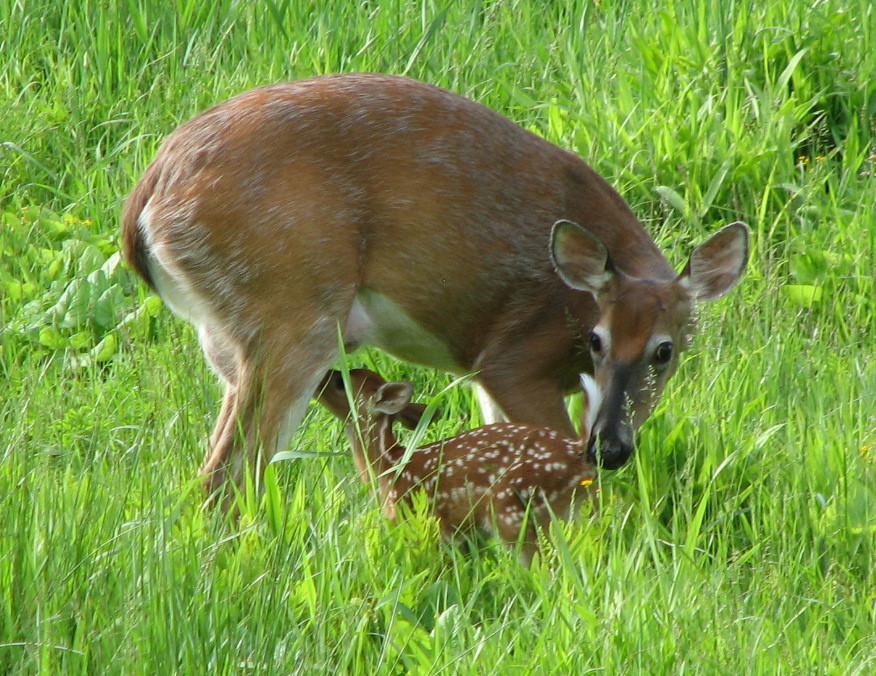
Femella de cérvol de Virgínia alimentant a la seva cria

Els cérvols de Virgínia assoleixen la maduresa sexual a partir del segon any de vida, tot i que en alguns casos les femelles poden fer-ho fins a 7 mesos després de néixer. Són mamífers poligàmics que poden arribar a estar amb una mateixa parella alguns dies o fins i tot setmanes, fins que la femella assoleix el període de fertilitat i receptivitat sexual (oestrus).
El seu d'aparellament té lloc un cop l'any, entre l'octubre i el desembre. De manera que les cries naixeran a la primavera, després d'una gestació de 6,5 mesos. De tota manera, si una femella no troba parella durant aquest període, patirà un altre període de fertilitat 28 dies després.
El cérvol de cua blanca tenen entre una i tres cries. Els cérvols recent nascuts ja són capaços de caminar i, en només uns dies, seran capaces de mossegar vegetals. Les femelles tenen una actitud sobre-protectora envers les seves cries i es fan càrrec d'elles durant els primers entre 8 i 10 mesos de vida fins que són deslletades. En el cas dels mascles, romanen amb les seves mares durant el primer any de vida, mentre que les femelles tendeixen a romandre-hi durant els dos primers anys de vida.
Els cérvols de Virgínia solen viure només entre 2 i 3 anys, alguns d'ells arriben a sobreviure fins a 10 anys.

## Comportament
Aquesta espècie de cérvol és la més nerviosa i tímida de cérvol. Són molt àgils i poden arribar a gairebé a 50 km/h. També tenen una gran habilitat per nedar, i arriben a recórrer llargues distàncies en rius i llacs per escapar dels seus depredadors o d'insectes.
Generalment, l'àrea que consideren llar no sol ser gaire àmplia, d'aproximadament un kilòmetre quadrat o menys. Quan se senten amenaçats corren amb la cua aixecada fins a posar-se a cobert. El blanc de la cua que mostren en fugir sembla que és per alertar altres cérvols.

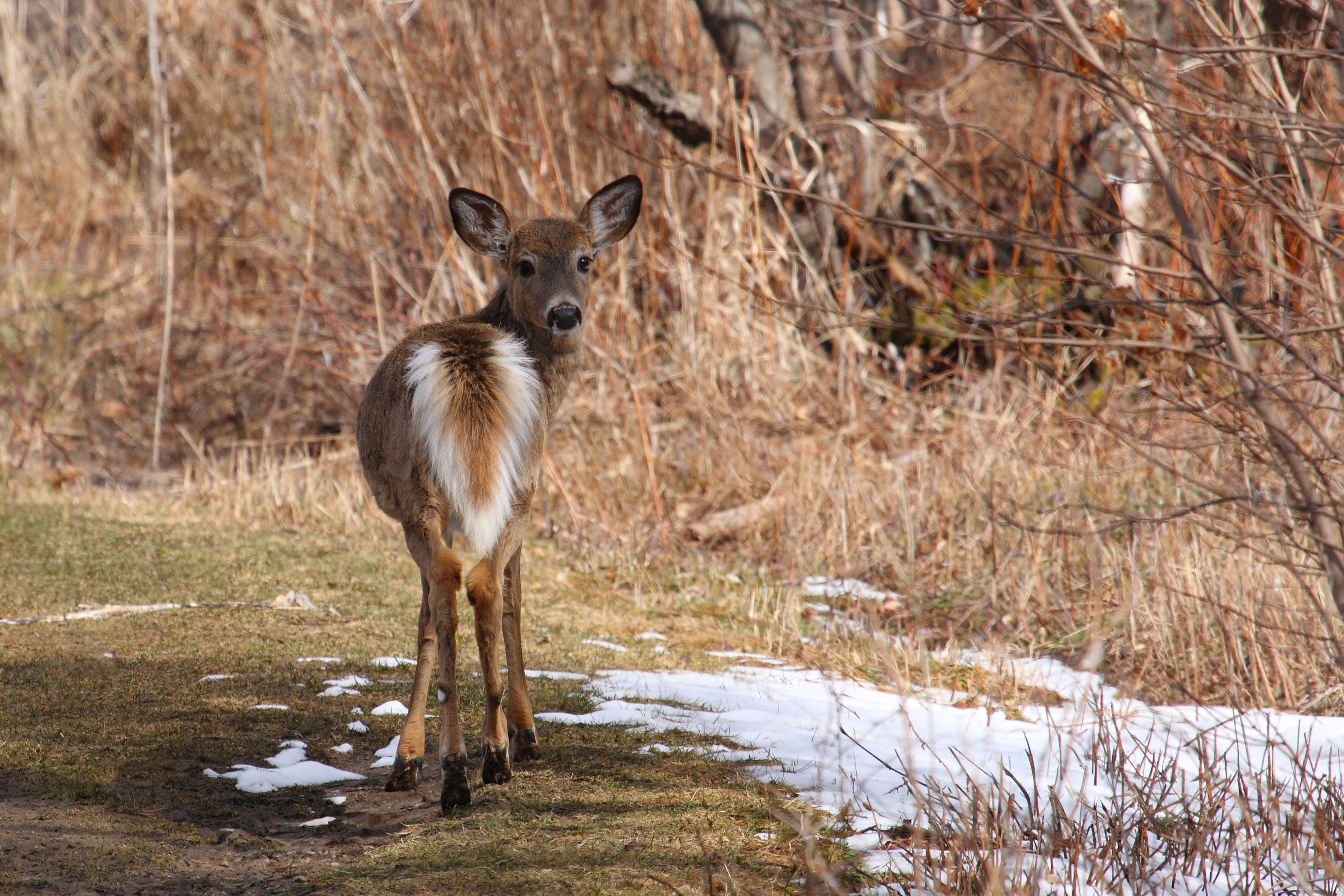
Exemplar de cérvol de cua blanca amb la cua aixecada com a senyal de perill

Es consideren animals solitaris, especialment durant l'estiu. La unitat principal d'aquesta espècie és una femella i les seves cries o grups de mascles joves, tot i que de vegades es poden observar grans grups d'aquests mamífers de fins als 100 exemplars pasturant junts. Generalment, aquests cérvols formen grups d'entre 2 i 15 exemplars (2-4 exemplars durant l'estiu). Però en el cas dels mascles, quan arriba l'època de zel (al setembre) i, per tant, d'aparellament, se separen i trobar una parella es converteix en la seva màxima prioritat. L'època de zel de les femelles té lloc a mitjans de la tardor. Si dos mascles coincideixen intentant-se aparellar amb la mateixa femella, lluitaran fent servir les seves banyes per guanyar l'aparellament. Un mascle pot arribar a copular fins a 4 femelles en la mateixa època de zel.
Com ja hem comentat, les cries femelles es mantenen amb la seva mare durant els seus 2 primers anys de vida. En canvi, el mascle, abandona el grup durant el primer any. Són animals extremadament protectors amb les seves cries. Les amaguen en zones de densa vegetació quan detecten depredadors.

## Alimentació
El cérvol de cua blanca és remugant i herbívor. S'alimenta de diversos elements que troba en la vegetació determinada pel que té disponible al seu voltant: fulles, brots, bolets, ...

## Comunicació i percepció
Els cérvols de cua blanca tenen glàndules odorípades entre les dues parts de les peülles en els quatre peus, a l'exterior i interior de cada cama posterior.L'olor que produeixen aquestes glàndules els serveix per comunicar-se amb altres cérvols. les secrecions són especialment accentuades durant l'època d'aparellament.
Els cérvols de Virginia produeixen diversos sons com grunyits, sibilàncies o xiulets que, juntament amb les postures que fam, s'utilitzen també per comunicar-se. Quan un cérvol és ferit, sol llençar un crit sorprenentment fort.

## Subespècies
Fins ara s'han classificat 38 subespècies de cérvols de cua blanca. les subespècies sud-americanes es diferencien principalment de les nord-americanes per les seves diferències genètiques, la mida menor de les seves banyes i un pes i mida menor. S'han proposat diverses modificacions en la manera de classificar aquestes subespècies: que n'hi hagi només dues (una pels nord-americans i una pels sud-americans) o que les sud-americanes havien d'estar encara més subdividides.
Actualment, les subespècies es troben dividides geogràficament:
- Odocoileus virginianus borealis (Miller 1900) – est de Canadà i nord-est dels Estats Units.
- Odocoileus virginianus dacotensis (Goldman i Kellog 1940) – Dakota del Nord i del Sud, Nebraska, Wyoming i sud-est del Canadà.
- Odocoileus virginianus virginianus (Zimmermann, 1780) – Virginia.
- Odocoileus virginianus macrourus (Rafinesque 1817) – Kansas.
- Odocoileus virginianus mcilhennyi (Miller 1928) – illa Avery, Luisiana.
- Odocoileus virginianus taurinsulae (Goldman i Kellog 1940) – illa de Bull, Carolina del Sud.
- Odocoileus virginianus osceola (Banqs 1896) – costes de Florida.
- Odocoileus virginianus seminolus (Goldman i Kellog 1940) – interior de Florida.
- Odocoileus virginianus clavium (Barbour i G. M. Allen, 1922) – illots de la Florida i Cuba.
- Odocoileus virginianus ochrourus (V. Bailey 1932) – Muntanyes Rocoses.
- Odocoileus virginianus leucurus (Douglas, 1829) – riu Columbia, estats de Oregón i Washington.
- Odocoileus virginianus couesi (Coues i Yarrow 1875) – Arizona, sud-est de California, Nou Mèxic i nord-est de Mèxic.
- Odocoileus virginianus texanus (Mearns 1898) – Texas, Oklahoma, sud-est de Colorado i Nou Mèxic.
- Odocoileus virginianus carminis (Goldman i Kellog 1940) – nord de Mèxic.
- Odocoileus virginianus miquihuanensis (Goldman i Kellog 1940) – centre de Mèxic.
- Odocoileus virginianus mexicanus (Gmelin 1788) – Puebla i Morelos, Mèxic
- Odocoileus virginianus acapulcensis (Caton 1877) – sud de Mèxic.
- Odocoileus virginianus veraecrucis (Goldman i Kellog 1940) – orient de Mèxic.
- Odocoileus virginianus thomasi (Merriam 1898) – Oaxaca i Chiapas, Mèxic.
- Odocoileus virginianus yucatanensis (Hays 1872) – Yucatán, Mèxic.
- Odocoileus virginianus nelson (Merriam 1898) – Guatemala.
- Odocoileus virginianus truei (Merriam 1898) – Centreamèrica.
- Odocoileus virginianus chiriquensis (J.A. Allen 1910) – Panamà.
- Odocoileus virginianus rothschildi (Thomas 1902) – Coiba, Panamà.
- Odocoileus virginianus curassavicus (Hummelink, 1940) – Valls del nord de Colombia, i Curazao.
- Odocoileus virginianus goudotii (Gay i Gervais 1849) – zona andina de Colombia i Veneçuela.
- Odocoileus virginianus margaritae (Osgood 1910) – illa de Margarita, Veneçuela.
- Odocoileus virginianus apurensis (Brokx, 1972) – plans colombo-veneçolans i nord-est de la Amazonia.
- Odocoileus virginianus ustus (Trouessart, 1913) – zona andina d'Ecuador i Perú, sud de Colombia.
- Odocoileus virginianus tropicalis (Cabrera 1918) – regió del Pacífic a Colombia i Perú.
- Odocoileus virginianus peruvianus (Gray 1874) – Andes del Perú.
- Odocoileus virginianus gymnotis (Wergmann 1833) – Veneçuela, Guyana i Surinam.
- Odocoileus virginianus cariacou (Boddaert 1784) – Guayana Francesa i nord del Brasil.